# Безате
Безате (італ. Besate) — муніципалітет в Італії, у регіоні Ломбардія, метрополійне місто Мілан.
Безате розташоване на відстані близько 480 км на північний захід від Рима, 24 км на південний захід від Мілана.
Населення — 2058 осіб (2012).
Щорічний фестиваль відбувається першої неділі вересня. Покровитель — Sant' Innocente.

## Демографія
Населення за роками:

Станом на 1 січня 2023 року в муніципалітеті офіційно проживало 125 іноземців з 23 країн, серед них 35 громадян країн Євросоюзу та 8 громадян України.

## Сусідні муніципалітети
- Казорате-Примо
- Моримондо
- Мотта-Вісконті
- Віджевано